# Pretty in Pink
Pretty in Pink és una pel·lícula nord-americana dirigida per Howard Deutch amb un guió de John Hughes. És una comèdia romàntica de 1986 sobre l'amor i els grups socials a les escoles secundàries nord-americanes durant la dècada del 1980. Un clàssic de culte que se l'identifica com una pel·lícula «Brat Pack». Va ser produïda per Lauren Shuler Donner i John Hughes també va exercir com a productor co-executiu. El nom prové de la cançó de The Psychedelic Furs.
La banda sonora de la pel·lícula ha estat qualificada com una de les millors del cinema modern. La pel·lícula presenta una nova versió de la cançó principal de The Psychedelic Furs. «If You Leave» d'Orchestral Manoeuvres in the Dark (OMD) es va convertir en un èxit internacional i es va situar en el lloc núm. 4 en el Billboard Hot 100 el maig de 1986.

## Argument
Andie Walsh, estudiant de l'últim any de secundària, viu amb el seu pare de classe treballadora, Jack, en un suburbi de Chicago. El millor amic d'Andie, Phil «Duckie» Dale, n'està enamorat, però té por de dir-li-ho. A l'institut, Duckie i Andie, juntament amb els seus amics, són assetjats pels nois rics, especialment per Benny Hanson i el seu xicot Steff McKee, que secretament està interessat en Andie.
Al sortir de l'escola Andie treballa a Trax, una nova botiga de discos, i amb la seva cap, Iona, comença a parlar sobre el ball de graduació de l'institut. Iona li aconsella a Andie que hi vagi, encara que no tingui acompanyant. Blane McDonough, un dels nois populars i el millor amic de Steff, comença a parlar amb Andie i finalment la convida a sortir.
En la nit de la cita, Andie espera Blane a Trax, però aquest arriba tard. Duckie entra i li demana a Andie que surti amb ell, però ella l'ignora. Sentint-se plantada, Iona anima a Andie, mentre que Duckie, encara sense saber res, li pregunta què li passa. Quan Blane arriba, Duckie està molest i comença una discussió amb Andie, i Duckie la vol convèncer que Blane només li farà mal. Duckie se'n va i Andie continua amb Blane que li suggereix d'anar a una festa a casa de Steff. Andie és maltractada i intimidada per tots, incloent Steff i Benny. Andie, al seu torn, suggereix anar a un club local, on descobreixen Iona asseguda amb Duckie, que està molest amb Blane. Després d'una altra discussió amb Duckie, Andie i Blane surten del club. Andie, sentint que la nit no li va bé, li diu a Blane que vol tornar a casa, però quan Blane li ofereix a portar-la, ella s'hi nega, admetent que no vol que ell vegi on viu. Finalment li permet deixar-la i li demana que vagi a la festa de graduació, que accepta i comparteixen el seu primer petó. Andie visita a Iona al seu apartament l'endemà per parlar sobre la seva cita. Mentrestant, Blane, pressionat per Steff, comença a distanciar-se d'Andie.
Jack arriba a casa una nit i sorprèn a Andie amb un vestit rosa que li va comprar. En preguntar-li com va poder pagar-lo, Andie li diu que sap que ha estat mentint sobre el fet que tingui un treball a temps complet. Tenen una gran discussió fins que revela que encara està amargat i deprimit perquè la seva dona el va deixar. A l'institut, Andie s'enfronta a Blane perquè l'evita i no li tornar les trucades. Quan li pregunta sobre la festa de graduació, afirma que ja li ho havia demanat a una altra persona. Andie comença a dir a Blane que és un mentider i que s'avergonyeix d'ella. Quan Blane se'n va Andie fuig amb els ulls plorosos. Steff critica a Andie i Duckie, que ho sent, l'ataca en el passadís. tots dos lluiten abans que els professors intervinguin. Andie s'acosta a Iona, plora i li explica què ha passat, i després li demana el seu vell vestit de graduació.
Utilitzant la tela del vestit d'Iona i el vestit que el seu pare va comprar, Andie crea un nou vestit de festa rosa. Quan arriba a la festa de graduació, Andie té dubtes sobre desafiar a la multitud pel seu compte fins que veua Duckie. Es reconcilien i entren al saló del ball agafats de la mà. Quan Steff, borratxo, comença a burlar-se de la parella, Blane finalment s'adona que Steff està ressentit amb Andie perquè ella el va rebutjar. Blane després s'acosta als dos, encaixa la mà de Duckie i després es disculpa amb Andie, dient-li que sempre va creure en ella i que sempre l'estimarà, besant-la en la galta abans d'anar-se'n. Duckie reconeix que Blane no és com els altres nois rics a l'escola i li aconsella a Andie que vagi després amb ell, fent broma i dient que mai la portarà a un altre ball si no ho fa. Duckie després veu a una noia somrient-li, indicant-li que balli amb ella. Andie troba Blane a l'estacionament i es besen apassionadament.

## Repartiment
- Molly Ringwald com a Andie Walsh
- Harry Dean Stanton com a Jack Walsh
- Jon Cryer com a Philip F. "Duckie" Dale
- Annie Potts com a Iona
- James Spader com a Steff McKee
- Andrew McCarthy com a Blane McDonough
- Kate Vernon com a Benny Hanson
- Andrew Diu Clay com a Bouncer
- Kristy Swanson com a Duckette
- Alexa Kenin com a Jena Hoeman
- Dweezil Zappa com a Simon
- Gina Gershon com a Trombley

Charlie Sheen va ser proposat inicialment per al paper de Blane, però Ringwald va convèncer els cineastes perquè triessin a McCarthy.

## Crítica
Pretty in Pink va ser considerada la millor pel·lícula d'adolescents dels anys 80  però alguns actors, entre ells els protagonistes, no van saber aprofitar el seu gran impuls. De fet Molly Ringwald va rebutjar papers com Ghost i Pretty Woman, entre uns altres, els quals sens dubte l'haguessin catapultat a l'estrellat. L'únic que sí es va consagrar va ser James Spader. També Rachel Ticotin, molt joveneta, amb un paper insignificant.

## Banda sonora
| Núm.          | Títol                                            | Intèrpret(s)                            | Durada |
| ------------- | ------------------------------------------------ | --------------------------------------- | ------ |
| 1.            | «If You Leave»                                   | Orchestral Manoeuvres in the Dark (OMD) | 4:25   |
| 2.            | «Left of Center»                                 | Suzanne Vega amb Joe Jackson            | 3:33   |
| 3.            | «Get to Know Ya»                                 | Jesse Johnson                           | 3:34   |
| 4.            | «Do Wot You Do»                                  | INXS                                    | 3:16   |
| 5.            | «Pretty in Pink»                                 | The Psychedelic Furs                    | 4:40   |
| 6.            | «Shellshock»                                     | New Order                               | 6:04   |
| 7.            | «Round, Round»                                   | Belouis Some                            | 4:07   |
| 8.            | «Wouldn't It Be Good»                            | Danny Hutton Hitters                    | 3:44   |
| 9.            | «Bring On the Dancing Horses»                    | Echo & the Bunnymen                     | 3:59   |
| 10.           | «Please, Please, Please, Let Me Get What I Want» | The Smiths                              | 1:51   |
| Durada total: | Durada total:                                    | Durada total:                           | 39:35  |